# 大関嶺インターチェンジ
大関嶺インターチェンジ（テグァルリョンインターチェンジ）は大韓民国江原特別自治道平昌郡にある嶺東高速道路のインターチェンジである。

## 歴史
- 1975年10月14日 - 「横渓交差路」という平面交差路として開設[2]。
- 2000年7月22日 - 月晶料金所 - 横渓IC間車線拡張（2→4車線）され、現在の位置に移転と横渓インターチェンジに改称[3][4]。
- 2016年1月1日 - 大関嶺インターチェンジに改称[5]。

## 隣
嶺東高速道路
(35) 陳富IC - (36) 大関嶺IC - 江陵大関嶺SA - (37) 江陵JCT